# مجزرة طريق مالقة-ألمرية
مجزرة طريق مالقة-ألمرية هي مذبحة ضد أهالي مدينة مالقة التي كانت تحت سيطرة الجمهوريون في إسبانيا في 8 فبراير 1937 أثناء الحرب الأهلية الإسبانية بعد أن احتل المتمردون من قوات فرانكو المدينة. فحاول مايقدر بـ 5000-15000 مدني إخلاء المدينة المحاصرة عبر الطريق السريع الساحلي N-340 الذي يربط مالقة بمدينة ألمرية. ولكن تعرضت تلك الحشود لقصف بحري وجوي، مما أسفر عن مقتل ما بين 3000 و 5000 مدني. ووصفها الدكتور نورمان بيثون وهو شاهد على المجزرة بأنها «مئتي كيلومتر من البؤس». وتعد مجزرة طريق مالقة-ألمرية أكثر الأحداث دموية في الحرب الأهلية الإسبانية في مالقة وواحدة من أسوأ مافي الصراع بأكمله.

## البداية
في 12 أبريل 1931 أجرت إسبانيا أول انتخابات ديمقراطية منذ دكتاتورية بريمو دي ريفيرا. أسفرت الانتخابات عن تشكيل الجمهورية الإسبانية الثانية. وبالتالي نشأ انقسام كبير بين اثنين من الأيديولوجيات السياسية الأكثر انتشارًا في ذلك الوقت. بغض النظر عن العاصمة إشبيلية فقد كان مجتمع أندلسيا الجنوبي المتمتع بالحكم الذاتي معقلًا هاما للجمهوريين خلال الحرب. وخلال تلك الفترة اتسمت مالقة بقوة الحركة العمالية، ولا سيما الاتحاد الوطني للعمل CNT والحزب الشيوعي الإسباني. وظهرت عدة أحداث عنيفة بسبب الاستقطاب الاجتماعي، من بينها حرق الأديرة والعنف السياسي المستمر.
بعد التمرد العسكري في 18 يوليو 1936 ضد الجمهورية، أصبحت مالقة وجزء كبير من مقاطعتها تحت سيطرة الجمهوريين بسبب هيمنة الميليشيات العمالية التي قمعت الانقلاب. خلال الأشهر الأولى من الحرب كانت المدينة منعزلة تمامًا عن بقية أراضي الجمهورية لأن الطريق البري الوحيد الذي يربطها والذي لم يكن في أيدي المتمردين كان طريق ألمرية السريع، وكان عرضة للقصف البحري. مما جعل من الصعب إرسال الجنود والإمدادات الجمهورية إليها. وقد انقطع هذا الطريق في بداية 1937 بسبب الفيضانات التي حدثت في موتريل. لهذا السبب تصرفت سلطات مالقة في مناسبات عديدة خارج قرارات الحكومة الجمهورية.
وفي 17 يناير 1937 بدأت القوات القومية بقيادة الجنرال كيبو ديانو محاولتها الاستيلاء على غرناطة وماربيا ورندة والمناطق القريبة الأخرى. لم تكن السلطات الجمهورية ترى أن هذه الإجراءات تتطلب استعدادًا فوريًا. ومع ذلك فاق عدد القوات القومية عدد الجيش الجمهوري في مالقة. حيث تألفت من جنود إسبان، ومعهم 10,000 إيطالي من أصحاب القمصان السوداء والدعم الألماني، وقوات نظامية من المغرب الإسباني ومن جزر الكناري وجزر البليار. في هذه الأثناء كان فقط 12,000 جندي جمهوري مستعدون للدفاع عن مالقة بـ 8000 بندقية.

## معركة مالقة

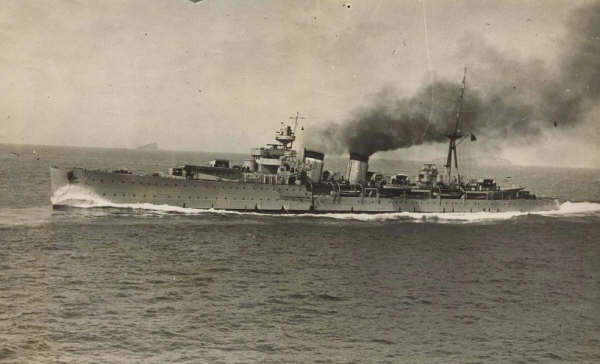
الطراد الثقيل ألميرانتي سيرفيرا، إحدى السفن الثلاث التي قصفت الطوابير من رجال الميليشيات والمدنيين الذين غادروا مدينة مالقة عبر الطريق الساحلي، مما تسبب في مقتل المئات.

في 17 يناير 1937 شن الجنرال كيبو ديانو أول هجوم على مقاطعة مالقة واحتل ماربيا إلى الغرب. ومن غرناطة استولى على ألاما والأراضي المجاورة لها. في هذين الهجومين المتزامنين لم يكن هناك أي مقاومة من الجمهوريين، وبدأ أول نزوح جماعي للمدنيين إلى العاصمة مالقة. ولم تعتقد السلطات الجمهورية أن هذا الهجوم هو بداية حملة عامة في الجنوب. لذلك لم ترسل أي تعزيزات. وفي شمال المقاطعة جمعت القمصان السوداء الإيطالية تسع كتائب أي حوالي 10,000 رجل. وكان لدى الجمهورية 12,000 من رجال الميليشيات في مالقة، ولكن فقط 8000 بندقية وقليل من الذخيرة والمدفعية.
وفي 3 فبراير بدأ الهجوم النهائي على مالقة من رندة، حيث واجهت قوات التمرد مقاومة قوية. فانتشر الذعر بين المدافعين والمدنيين خوفا من تطويق المدينة. فصدر في 6 فبراير أمر بإخلائها، وفي اليوم التالي دخلت القوات الإيطالية الضواحي. وفي 8 فبراير 1937 كانت العاصمة بأكملها تحت سيطرة جيش المتمردين بعد أن قصفتها القوات الجوية والبحرية الإيطالية والألمانية المدينة وأحرقتها. ففر مابين 15,000-50,000 مدني، معظمهم من كبار السن والنساء والأطفال نحو مدينة ألمرية على بعد حوالي 125 ميلاً (201 كم) إلى الشمال الشرقي عبر الطريق السريع الساحلي الرئيسي (طريق N-340) بدون حماية على طول الطريق السريع. وهناك تم ذبح المدنيين الهاربين، لم يتمكن سلاح الجو الجمهوري من وقف الهجمات.

## التبعات

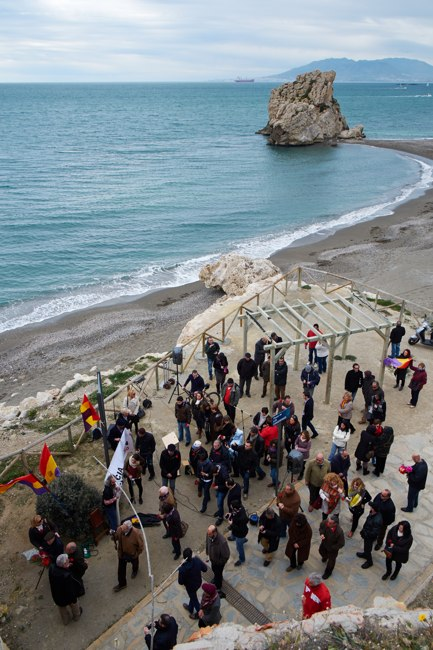
تكريم الضحايا على طريق شاطئ بينيون ديل كويرفو في 15 فبراير 2015.

قُتل ما يقرب من 3000-5000 مدني في طريق مالقة-ألمرية. تم ذبح الأمهات اللائي يحملن أطفالًا، تاركين العديد من الأطفال على طول الطريق. تم القضاء بسرعة على كبار السن والمصابين وغير القادرين جسديًا وعاطفيًا وروحيًا على إكمال الرحلة. وتقول عدة روايات أنه لا يزال إلى فترة الستينيات يعثرون على جثث على طول الطريق السريع قتلت بسبب الهجمات الجوية والبرية.
أما من وصل إلى المرية فلم يرحب بهم أهالي المدينة خوفا من الجيش القومي المخيف. أما من بقي في مالقة ولم يخرج (حوالي 4000 شخص)، فقد اعتقلوا وتعرضوا للتعذيب والقتل ثم تكديسهم في مقابر جماعية مثل مقبرة سان رافائيل. أما المؤرخ هيو توماس فقد قدر أعداد من قتل ودفن في مقابر جماعية بحوالي 8000، وقد تم بالفعل الحصول على اسم 6100 منها.

## الذاكرة
مذبحة طريق مالقة - ألمرية بمثابة تذكير قاتم بالاضطرابات السياسية والاقتصادية والاجتماعية والدينية التي ابتليت بها إسبانيا خلال القرن العشرين.
في سنة 2005 بدأت مراسم تأبين في توري ديل مار (في منتصف الطريق تقريبًا بين مالقة وألمرية) لتكريم ضحايا المجزرة. منذ ذلك الحين أصبح تقليدًا إنشاء إكليل تذكاري للضحايا يوم 7 فبراير من كل عام.